# Роговець Лариса Вікторівна
Лариса Вікторівна Роговець (22 грудня 1962) — народна артистка України, концертно-камерна співачка (меццо-сопрано), завідувачка відділом «Спів» Чернігівського фахового музичного коледжу ім. Л. Ревуцького.

## Життєпис
Лариса Вікторівна Роговець народилася 22 грудня 1962 р. в Чернігові. Батьки з дитинства прививали любов до музики. Мати — Людмила Іванівна — співала вдома українських пісень, батько — Віктор Михайлович — грав на трубі, був учасником самодіяльного духового оркестру. Прабабуся — Марія Бакунова — виступала в оперних виставах Чернігівського музично-драматичного товариства, яке діяло в місті на межі XIX-XX ст.
Закінчила із золотою медаллю Чернігівську ЗОШ №19. У 1979 р. вступила до Чернігівського педагогічного інституту (нині — Національний університет «Чернігівський колегіум» імені Т. Г. Шевченка) на фізико-математичний факультет. Упродовж навчання була депутатом міської ради, де працювала в комісії у справах молоді, брала активну участь у студентській художній самодіяльності, відвідувала вокальний гурток. Разом з однокурсницею Наталією Руденко створила дует, у складі якого виступала на інститутських концертах.
З 1984 по 1990 рр. працювала вчителькою математики та інформатики (вела на той час перший в області комп'ютерний клас) у Чернігівській ЗОШ №3. Упродовж викладацької діяльності займалася в оперній студії при Палаці культури «Чернігівське підприємство «Хімволокно» (нині — Чернігівський міський палац культури), керівником якої був колишній соліст Донецького оперного театру В'ячеслав Петрович Литвинов, а концертмейстером — Ніна Миколаївна Сорогожська. В. Литвинов займався з Ларисою Роговець технікою вокального виконавства, а Н. Сорогожська зробила значний внесок у теоретичні мистецькі знання учениці та розвиток її музичного репертуару.

## Творча діяльність
Важливою сходинкою у творчому розвитку для Лариси Роговець стала участь в концертах разом із естрадно-симфонічним оркестром міського палацу культури та колективами Чернігівського музичного училища ім. Л. Ревуцького (нині — Чернігівський фаховий музичний коледж імені Левка Ревуцького). В репертуарі співачки були українська духовна музика, твори Й. С. Баха, Г. Генделя, Д. Б. Перголезі, Л. Россі та ін.
Після здобуття Першої премії у номінації співаків академічного звучання у Всеукраїнському огляді-конкурсі самодіяльних солістів-вокалістів (1988), Лариса Роговець вирішила отримати професійну музичну освіту.
У 1989 вступила до Державного музично-педагогічного інституту ім. Гнєсіних (клас З. Долуханової), який закінчила в 1994 році.
Співачка зосередилася на навчанні та творчій кар'єрі. Ставши солісткою Чернігівської обласної філармонії, Лариса Роговець 24 березня 1990 року представила чернігівському слухачу свою сольну програму (концертмейстер — Н. Сорогожська).
Першою сходинкою до міжнародного визнання стали здобуті у 1991 році Третя премія XIV Всесоюзного конкурсу вокалістів ім. М. Глінки та Друга премія (перша не була присуджена) Міжнародного конкурсу вокалістів ім. Ф. Віньяса у Барселоні.
Лариса Роговець стала першою у Незалежній Україні співачкою — лавреаткою міжнародного конкурсу.
| Ліві лапки | Поразка в одному конкурсі штовхала мене до перемоги в наступному, — розповідала Лариса Роговець. — І при тому, конкурс — це лотерея. Необхідно бути впевненим у собі, готуватися на всі сто... | Праві лапки |

В репертуарі Лариси Роговець — солоспіви, обробки українських народних пісень, арії з опер та кантат таких композиторів, як Г. Гендель, Д. Верді, К. Сен-Санс, Г. Доніцетті, Ж. Бізе, М. Лисенко, Л. Ревуцький, К. Данькевич, Л. Дичко та ін.

### Оперний театр
У першій половині 1990-х років Лариса Роговець набула неоціненного досвіду роботи в оперних театрах.
У 1992 році виконала партію Поліни у «Піковій дамі» (П. Чайковський) у постановці Національного театру опери та балету Молдови.
У театральному сезоні 1994-1995 років Лариса Роговець працювала солісткою Базельського театру (Швейцарія), де виконувала партію Грандвесталки в опері Гаспаре Спонтіні «Весталка».
У Чернігові протягом 1996-1999 років співачка була учасницею концертних постановок опер «Катерина» М. Аркаса (партія Матері), «Запорожець за Дунаєм» С. Гулака-Артемовського (партія Одарки), «Блудний син» А. Пашкевича (партія Матері) та ін.

### Музична регіоніка
Свого часу Лариса Роговець займалася пошуком та виконанням маловідомих зразків вокальної музики. Так, першою на чернігівській сцені вона відкрила для слухачів світ образів народних пісень Чернігівщини в обробці М. Лисенка, записаних композитором у 1876 році. Звернення Лариси Роговець до цього пісенного матеріалу поклало початок фахового виконання творів музичної регіоніки, створило зразок високопрофесійного втілення обробок народної пісні. Співачка ввела до свого репертуару солоспіви композитора Василя Безкоровайного (1880-1966) «Калина» (вірші Т. Шевченка), «Рожевий квіте», «На склоні гір» (вірші Б. Лепкого) та ін. Вперше співачка виконала їх у 2004 році у концертній програмі, ініційованій Сімферопольським науково-творчим товариством ім. В. Безкоровайного.
Також Лариса Роговець брала участь у підготовці прем'єри опери А. Пашкевича «Блудний син» (була презентована у Чернігові, Києві, Німеччині), прем'єр творів «Святий Боже» і «Господь, я дякую тобі» чернігівського композитора Івана Зажитька в межах філармонійного проєкту «Україна музична».

## Викладацька діяльність
Музично-педагогічною діяльністю Лариса Роговець почала займатися з 1995 року як викладачка з постановки голосу на диригентсько-хоровому та народному відділах Чернігівського музичного училища (нині — Чернігівський фаховий музичний коледж імені Левка Ревуцького).
З відкриттям у 2001 році в коледжі відділу сольного співу, який Лариса Роговець очолила у 2003 році, педагогіка для неї зайняла провідне значення. З того часу співачка брала участь здебільшого у збірних концертах і лише один-два рази на рік давала сольні концерти, більшу частину уваги та часу присвячуючи викладацькій діяльності.
За час роботи на педагогічній ниві Лариса Роговець підготувала до вступу у вищі музичні навчальні заклади ряд студентів: О. Коновал, Л. Кравчук, А. Майдан (НМАУ ім. П. Чайковського), І. Коцур (Львівська національна музична академія ім. М. Лисенка), О. Гнедько (Київський інститут музики ім. Р. Глієра, нині — Київська муніципальна академія музики імені Рейнгольда Глієра) та ін. Багато випускників класу Л. Роговець працюють у творчих колективах Чернігівщини.
Педагогічна діяльність Лариси Роговець також була дотична до формування Академічного камерного хору ім. Д. Бортнянського — потужного феномену національної музичної культури та одного з провідних представників композиторської творчості України. У 1997-2001 роках співачка працювала на посаді вокального педагога колективу, передаючи основи вокальної школи хористам, що позитивно позначилося на зростанні виконавської майстерності колективу.

### «Година вокальної музики»
«Година вокальної музики» — це спільний проєкт  Лариси Роговець та Чернігівської обласної універсальної наукової бібліотеки. Традиційно наприкінці весни випускники та студенти класу Лариси Роговець демонструють на сцені бібліотеки свої вміння. Даний проєкт, як і різноманітні форми співпраці з бібліотекою, продовжується вже багато років.

## Відзнаки
Загалом, Лариса Роговець взяла участь у понад десяти міжнародних вокальних конкурсах.
1. 1988 — Всеукраїнський огляд-конкурс самодіяльних солістів-вокалістів (І премія у номінації співаків академічного звучання).
2. 1991 — XIV Всесоюзний конкурс вокалістів ім. М. Глінки (ІІІ премія, Алмати, Казахстан).
3. 1991 — Міжнародний конкурс вокалістів ім. Ф. Віньяса у (ІІ премія (перша не була присуджена), Барселона, Іспанія).
4. 1992 — Міжнародний конкурс вокалістів (премія імені Ерни Спуренберг за краще виконання оперних арій, Гертогенбос, Нідерланди).
5. 1993 — Міжнародний вокальний конкурс «Бельведер» (Відень, Австрія).
6. 1994 — Х Міжнародний конкурс ім. П. Чайковського.
7. 1997 — ХІІІ Міжнародний конкурс оперних виконавців «Viotti-Valsesia» (ІІ премія, диплом за "краще меццо-сопрано", Варалло, Італія).
8. 1997 — Міжнародний конкурс ім. Маріо дель Монако (Марсала, Італія, о. Сицилія).
9. 2000 — Міжнародний конкурс співаків «Viotti-Musica» (Алькамо, Італія, о. Сицилія). Була допущена одразу до другого туру як лавреатка ІІ премії 1997 року.